# Проблема 2000 года

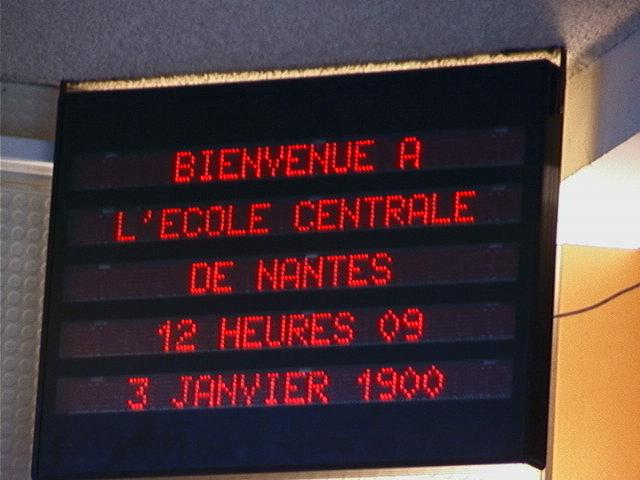
Табло Центральная школа Нанта показывает 3 января 1900 года вместо 3 января 2000 года. Франция

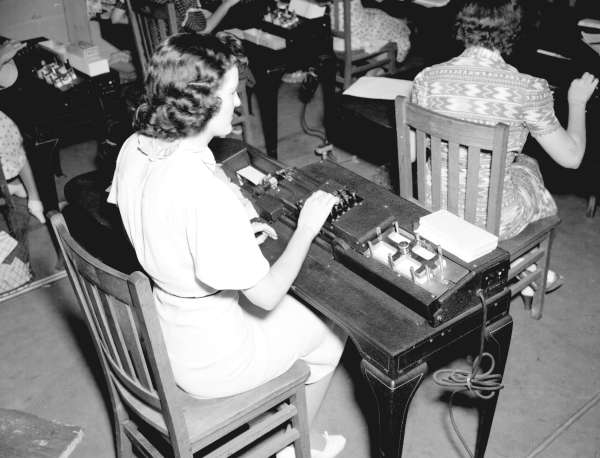
Женщины вводят данные на перфокарты в 1938 году. Ограниченное пространство для передачи данных на картах привело к широкому использованию двух цифр в поле года

Проблема 2000 года (часто она обозначается как «проблема Y2K» или «Y2K-совместимость» (аббревиатура: Y — year (год), 2, K — kilo (1000 в СИ)) — проблема, связанная с тем, что разработчики программного обеспечения, выпущенного в XX веке, иногда использовали два знака для представления года в датах, например, 1 января 1951 года в таких программах представлялось как «01.01.51».
Компьютеры работают в двоичной системе счисления, но вывод двоичных чисел на экран/печать в десятичном виде требует недешёвую операцию деления с остатком. В старых программах/протоколах для хранения таких величин применяется двоично-десятичный код, когда одна десятичная цифра кодируется четырьмя битами — то есть две десятичные цифры на байт. Особенно это касается машин с аппаратной обработкой даты: чем меньше объём данных, тем меньше логических элементов, так что век не хранили (то есть вместо четырёх цифр «1951» хранились и обрабатывались только две последние цифры «51»). При наступлении 1 января 2000 года при двузначном представлении года после 99 наступал 00 год, что интерпретировалось многими старыми программами как 1900 год (или же 0 год), а это, в свою очередь, могло привести к серьёзным сбоям в работе критических приложений, например, систем управления технологическими процессами и финансовых программ. Эта тема находила поддержку в СМИ и широко распространялась.
Другой источник проблемы — одну запись БД приходилось ужимать в одну 80-колоночную перфокарту, для чего также урезали дату.
Проблема 2000 года была вызвана в том числе использованием старых программ, что не предполагалось во время их разработки. Известны многочисленные случаи использования в конце 1990-х годов программ начала 1980-х годов.
Сложность была ещё и в том, что многие программы обращались к вычислению дат вперёд (например, составление плана закупок или любое другое планирование вперёд). Так что для многих программ планирования и прогнозирования «Проблема 2000 года» наступала раньше, чем эта проблема касалась самого компьютера и текущей системной даты компьютера. Особенно это касалось западных стран, где финансовый год начинается осенью.
По некоторым оценкам экспертов[кого?], общий объём мировых инвестиций, потраченных на подготовку к 2000 году, составил 300 млрд $.

## Проблема в России
В России на государственном уровне работы по разрешению этой проблемы были развёрнуты в соответствии с распоряжением правительства от 30 мая 1998 года. Государственному комитету РФ по связи и информатизации была поручена координация работ по решению Проблемы 2000 года в федеральных органах исполнительной власти и органах исполнительной власти субъектов РФ. Во всех регионах были созданы Центры компетенции.
В процессе анализа ситуации в секторе опасных, экологически вредных и непрерывных производств выявлено более 500 критических объектов, потенциально подверженных негативному влиянию «Проблемы 2000».
Распоряжением правительства от 21 января 1999 года создана правительственная комиссия по «проблеме 2000».
26 марта 1999 года комиссия утвердила «Национальный план действий по решению „Проблемы 2000“ в Российской Федерации».

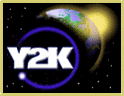
Созданный логотип

## Критика
Относительно «Проблемы Y2K» существуют две точки зрения. Согласно одной, было предотвращено огромное количество больших и малых сбоев благодаря своевременному обнаружению проблемы, хорошо проведённой подготовке и профилактике. Согласно другой точке зрения, проблема была искусственно «раздута» с целью получения прибыли. И в ряде случаев никаких сбоев не произошло бы, поскольку большинство программ, имеющих данную проблему, устарело и практически не использовалось. Например, директор Института системного программирования РАН, член-корреспондент РАН Виктор Петрович Иванников в интервью PC Week/RE заявил:

Активность по проблеме 2000 года носит скандальный характер, потому что она понятна любому даже непрофессионалу. Имеются бюджетные деньги. На них можно создавать комиссии, слёты, выездные сессии… Здесь замешаны и мистика, и технические проблемы. И не только у нас — в Штатах происходит то же самое, нагнетаются страсти, Пентагон пугает. Халявные деньги, почему бы не урвать? … Есть мистики, есть халявщики, а есть работяги, которые свои программы чистят безо всякого шума.

Анатолий Борисович Чубайс, будучи в то время ответственным за стратегические объекты, после встречи Нового года на ядерном объекте высказал гипотезу, что Билл Гейтс немного преувеличил проблему.